# Abell 2061
Abell 2061 è un ammasso di galassie di tipo III secondo la classificazione di Bautz-Morgan. situato in direzione della costellazione della Corona Boreale alla distanza di 1.035 miliardi di anni luce. 
L’ammasso contiene circa 70 galassie distribuite in 20’ di arc. 
Insieme ad altri ammassi, Abell 2065, Abell 2067, Abell 2079, Abell 2089 e Abell 2092, costituisce una struttura ancora più grande chiamata Superammasso della Corona Boreale. 
La galassia più brillante di Abell 2061 è la PGC 54787 (o CGCG165-41), con una luminosità di magnitudo 15,6.
Ha un orientamento nordest-sudovest e l'ammasso Abell 2067 si trova a nord alla distanza di 1,8 Megaparsec.
Vi sono evidenze di interazione tra Abell 2061 e Abell 2067 per il riscontro di un pennacchio di emissione di raggi X e una struttura allungata, di tipo filamentoso,  in direzione di Abell 2067. A ciò si aggiungono residui delle emissioni di onde radio dovute allo “shock” dell'interazione tra i due ammassi.
Infine Abell 2061 mostra una struttura di tipo bimodale con la presenza di due galassie dominanti (cD) situate rispettivamente a nord e sud della struttura.

## Galleria d'immagini

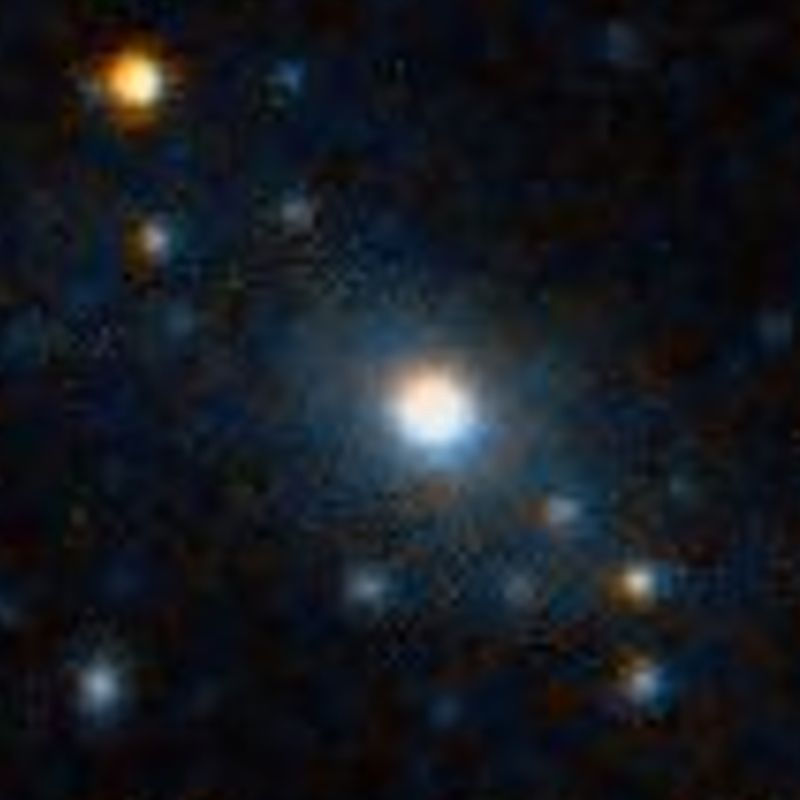
PGC 54787 o CGCG165-41
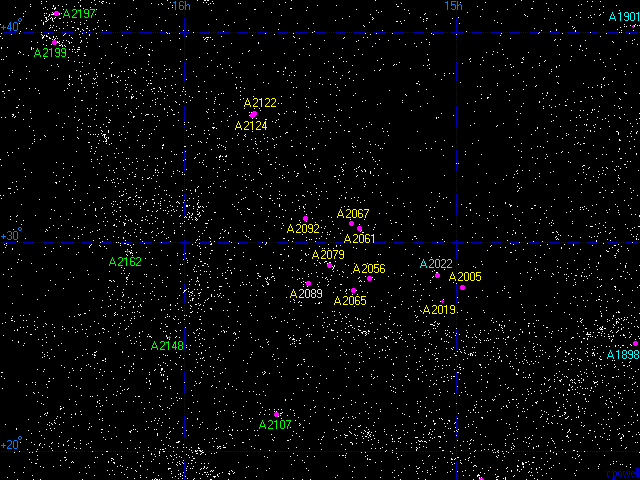
Mappa del Superammasso della Corona Boreale